# Наследник (журнал)
«Насле́дник» — российский православный журнал, посвящённый молодёжи, выходивший в 2005-2016 годы. Всего вышло 67 номеров. С 2015 по 2021 год существует в виде интернет портала naslednick.online

## История
Журнал вырос из «Православной юношеской газеты», первый номер которой вышел в декабре 1999 года.
15 декабря 2004 года на ежегодном заседании Епархиального собрания города Москвы Патриарх Московский и всея Руси Алексий II высоко оценил несколько периодических изданий, ориентированных на молодёжь, в том числе «Православную юношескую газету».
В 2005 году решено решено было расширить деятельность издания, преобразовав «Православную юношескую газету» в журнал с новым названием — «Наследник». 2 августа 2005 года журнал был зарегистрирован в Управлении Федеральной службы по надзору за соблюдением законодательства в сфере массовых коммуникаций (регистрационный номер ФС77-21508).
В первом номере журнала объяснялось, почему было выбрано такое название

«Наследник». Именно это слово выбрали мы после полугодовых поисков названия. Вариантов было немало («Кристина», «Зануда», «Мера возраста», «По существу»). С одним из них («Со-Бытие») мы даже прожили почти целый месяц.
Название же, как и полагается, было совсем рядом. На вариантах макета обложки мы размещали главный вопрос нашего журнала — «Что значит быть православным?» И вот, после всенощной праздника Введения во храм Пресвятой Богородицы когда надежда окончательно перемешалась с отчаянием и из этой смеси, политой молитвою, родилась злость на собственное духовное и творческое бессилие, наш вопрос переплавился в вопрошание евангельского юноши ко Христу: «Что мне делать, чтобы наследовать жизнь вечную?» И всё сразу встало на свои места. Ведь мы все действительно всю жизнь ищем ответ именно на этот вопрос — и те, кто только впервые понял, что этот вопрос не дает ему покоя, и те, кто, может, этого и не понял ещё; И те, кто уже спрашивает: «Чего ещё недостает мне?» И в этом устремлении к наследованию вечной жизни — смысл, и главная тема, и название нашего журнала.

Большую часть сотрудников молодёжного СМИ первоначально составляли православные старшеклассники, работавшие над проектом под руководством главного редактора священника Максима Первозванского. Журнал «Наследник» был представлен во многих храмах и монастырях России, а также стран СНГ.
С декабря 2007 года Минское духовное училище стало официальным представителем журналов: «Наследник» и «Виноград». Данные журналы стали распространяться через Минское духовное училище.
В марте 2009 года открылся новый сайт naslednick.ru
В 2009 году, начиная с № 26 («Испытание») подписка стала осуществляться только через Объединённый каталог Пресса России «Подписка 2010», так как за «присутствие» в каталоге необходимо вносить определённую сумму, и редакция не смогла «потянуть» несколько каталогов.
Свидетельство о присвоении грифа «Одобрено Синодальным информационным отделом Русской Православной Церкви» № 043 от 20 января 2011 г.
В 2015 году редакцией журнала «Наследник» был запущен новый проект — молодежный интернет-портал «naslednick.online».

## Награды
6 июня 2007 года на собрании Совета Православных молодёжных организаций журнал «Наследник» был удостоен Патриаршей грамоты.
30 января 2008 года на заседании Клуба православных журналистов журнал был признан победителем в номинации «Лучший иллюстрированный журнал» за 2007 год.
14 ноября 2011 года на Третьем Московском форуме молодёжных СМИ журнал победил в конкурсе «Москва молодёжная» в номинации «Лучшее молодёжное издание» (в номинации «Лучший сайт для молодёжи» сайт журнала занял второе место).
24 декабря 2013 года на V московском форуме молодёжных СМИ журнал «Наследник» второй раз стал победителем в номинации «Лучший молодежный журнал», а Филипп Якубчук, бессменно работавший над рубрикой «Технологии русского будущего», получил награду как «Лучший журналист молодежного СМИ».
15 ноября 2017 года в Зале Церковных Соборов Храма Христа Спасителя состоялось финальное мероприятие Всероссийского фестиваля достижений молодежи "Славим Отечество - 2017". Молодежный портал «Наследник - online» стал лауреатом в номинации «Сохранение духовно-нравственных ценностей в современном информационном пространстве». 